# Dänische Badmintonmeisterschaft 1974
Die Dänische Badmintonmeisterschaft 1974 fand vom 2. bis zum 5. Februar 1974 in Kopenhagen statt.

## Sieger und Platzierte
| Disziplin    | Gold                          | Silber                            | Bronze                                 |
| ------------ | ----------------------------- | --------------------------------- | -------------------------------------- |
| Herreneinzel | Svend Pri                     | Elo Hansen                        | Flemming Delfs                         |
| Herreneinzel | Svend Pri                     | Elo Hansen                        | Torben Nielsen                         |
| Dameneinzel  | Lene Køppen                   | Mette Myhre                       | Ulla Strand                            |
| Dameneinzel  | Lene Køppen                   | Mette Myhre                       | Lonny Bostofte                         |
| Herrendoppel | Poul Petersen Svend Pri       | Flemming Delfs Elo Hansen         | Henning Borch Jørgen Mortensen         |
| Herrendoppel | Poul Petersen Svend Pri       | Flemming Delfs Elo Hansen         | Hans Henrik Svendsen Klaus Kaagaard    |
| Damendoppel  | Pernille Kaagaard Ulla Strand | Lene Køppen Lonny Bostofte        | Annie Morild Annie Bøg Jørgensen       |
| Damendoppel  | Pernille Kaagaard Ulla Strand | Lene Køppen Lonny Bostofte        | Jette Føge Anne Flindt Christiansen    |
| Mixed        | Elo Hansen Ulla Strand        | Steen Skovgaard Pernille Kaagaard | Flemming Delfs Lonny Bostofte          |
| Mixed        | Elo Hansen Ulla Strand        | Steen Skovgaard Pernille Kaagaard | Poul Petersen Anne Flindt Christiansen |